# Дюве Весткот
Дюве Весткот (англ. Duvie Westcott; 30 жовтня 1977, місто Вінніпег, провінція Манітоба) — професійний канадський хокеїст, захисник, з 2012 року виступає в чемпіонаті Німеччини за клуб «Гамбург Фрізерс» (Німецька хокейна ліга).

## Кар'єра
Дюве почав свою кар'єру в клубі «Омаха Лансерс» (СХЛ) — 12 матчів, 6 очок (3 + 3) в регулярному сезоні 1997/98 років та 14 матчів в плей-оф, зробив 8 передач, також 25 матчів відіграв за Університет Аляски з міста Анкоридж (25 матчів, 8 очок, 3 + 5). Після річної перерви, він виступав за команду Університету Сент-Клауду з 1999 по 2001 роки — 74 матчі, 53 очка (11 + 42). 10 травня 2001 року захисник, як вільний агент укладає контракт з Колумбус Блю-Джекетс (НХЛ), в складі яких він грає протягом наступних семи років. Паралельно він зіграв понад 100 матчів у фарм-клубі «Блю-Джекетс», «Сірак'юс Кранч» АХЛ. Через локаут у сезоні 2004/05 років Весткот переїздить до Європи, де виступає в фінській СМ-лізі за клуб ЮІП (Ювяскюля).
В сезоні 2008/09 років Весткот підписав контракт з ризьким «Динамо» (Континентальна хокейна ліга), в складі латишів провів 53 гри та закинув 2 шайби і зробив 17 гольових передач. В наступному сезоні Дюве переїхав до мінського «Динамо» — 55 матчів, 22 очка (3 + 19). У 2010 році він змінює Росію на Швейцарію, де грає за ЦСК Лайонс — 42 гри, 19 очок (4 + 15). У липні 2011 року його контракт був розірваний і Весткот переходить до іншого клубу НЛА «Клотен Флаєрс» — 36 матчів, 13 очок (3 + 10).
Минулий сезон - 2012/13 Дюве Весткот провів в чемпіонаті Німеччині (Німецька хокейна ліга) клуб «Гамбург Фрізерс», зіграв в регулярному чемпіонаті 42 гри, набрав 18 очок (5 + 13), в плей-оф — 5 матчів та одна результативна передача.

## Нагороди та досягнення
- 2001 WCHA друга команда усіх зірок.
- 2009 Переможець Кубка Шпенглера у складі клубу «Динамо» (Мінськ).
- 2009 В команді усіх зірок Кубка Шпенглера.